# Székelykeve
Székelykeve (szerbül Скореновац / Skorenovac, németül Skorenowatz) falu Szerbiában, a Vajdaság Dél-bánsági körzetében. Közigazgatásilag Kevevára községhez tartozik.
Székelykeve a magyar nyelvterület legdélebbi többségében magyarok által lakott települése.

## Fekvése
Az Al-Duna közelében, Kevevárától 6 km-re nyugatra, Pancsovától 30 km-re délkeletre, Belgrádtól 46 km-re keletre fekszik.

## Korábbi nevei
Névtörténet:
- Zkorenovetz Terra  (1412)[2][3]
- Zkorenocz Puszta[3]
- Villa Regalis (1428)[3]

A falu egykori nevei:
- Nagygyörgyfalva (1883 – 1886)
- Skorenowatz (csak a németben)
- Székelykeve (1886-1922)
- Skorenovac   (1922-től napjainkig.)

## Története
1869-1886. között Beresztóc és a Duna közötti területen létezett egy Gyurgyova nevű falu, melynek 1869-ben 396 fő lakosa volt. Ezután 1880‑ig lecsökkent 298 fő lakosra.  Első lakói magyar palócok voltak, akik Újfaluról, Ürményházáról, Sándorfalváról, Szeged környékről, Óbesenyőről, és Szőlősudvarnokról jöttek. 1883-ban bukovinai székelyek érkeztek a faluba, összesen 645 család (kb. 2000 telepes). Gyurgyova lakói hamarosan átköltöztek a mai Székelykeve területére, mivel a Duna áradásai rendszeresen elöntötték a vidéket és a termőföldeket, így az ott lakók élete is állandó veszélyben volt. 1892-ben Torontáltól Temes vármegye fennhatóságába került.
Szkorenovác falu abban az időben Székelykeve néven volt ismert. 1886-ban, I. Ferenc József idejében alapították. Az eredeti telepesek többségében székely-magyarok voltak, akik Bukovinából érkeztek, úgyszintén voltak még Székelykevének német és bolgár telepes családjai is.

### Fontosabb dátumok a falu történetében
- 1885 – Az első állandó tanító. Először Gyurgyovára jött, majd 1886-ban áttelepült Székelykevére. Neve Mischel János volt.
- 1886 – Az első bíró és székelykevei polgármester, Kollár Ágoston (1886-1890).
- 1889 – Befejezték az iskola épületének építését.
- 1891 – 1892 – December 18-án befejeződött a katolikus templom építése. Az első szerzetes Deleme Ferenc volt (1892-1898).[7]
- 1894 – November 25-én alapították meg a Földműves Hitelező Szövetséget. Az elnök Deleme Ferenc szerzetes volt, a szövetségnek pedig 71 tagja volt.
- 1895 – Október 6-án megalapították a könyvtárat, melynek 50 tagja volt. Az elnök Deleme Ferenc, a könyvtáros Hajagos János volt.[7]
- 1898 – Az első bejáró orvos a faluban, dr. Klein József.
- 1899 – Az első önkéntes tűzoltó brigád létrejövetele. Az elnök Kirchgäusner Johann, a tűzoltóparancsnok Mischel János. A brigádnak 60 tagja volt.
- 1900 – Az első állandó orvos a faluban dr. Urbanek Ede.
- 1906 – A Vadászegyesület létrejötte 14 taggal, Szabatka Gyulával és Töry Dezsővel mint alapítókkal.
- 1912 – Az első gépesített malom megnyitása, tulajdonosa Rüger Katalin. Üzemben volt egészen az 1970-es évekig, Vaszilescu Miklós és Domokos testvérek motorosmalma is létezett.[7]
- 1913 – Április 27-én Hangya néven létrejött a Vásárlók Egyesülete, elnöke Wikel Aladár lett. Az egyesületnek 128 tagja volt; a kereskedelmi bolt szintén ebben az évben nyílt meg.
- 1924 – A Vörös Kereszt humanitárius szervezet megkezdte munkáját a faluban, de a szervezet hivatalos megalapítása csak 1931-ben történt meg. 57 tagja volt, elnöke dr. László Imre lett.
- 1925 – A művelődési egyesület megalakulása, magyar Kultúrszövetség és német Kulturbund néven. 1948-tól Petőfi Sándor Kultúregyesület néven működik tovább.
- 1932 – Az Iparosok egyesületének alapítása Bircsák András cipész elnökségével.
- 1932 – Június 14-én, A Kék Duna labdarúgócsapat megalapítása.

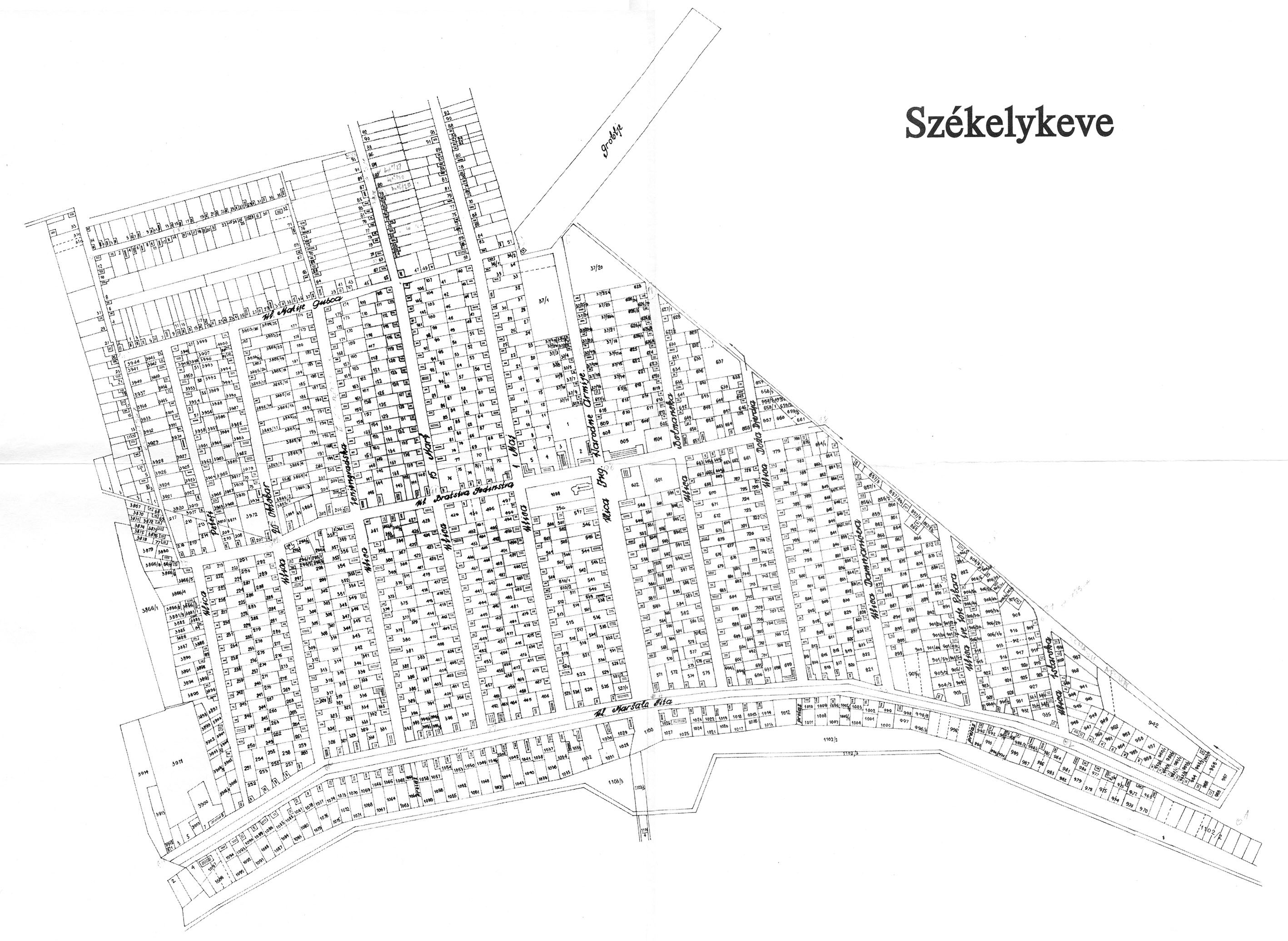
Székelykeve térképe

### Az első székelykevei telepesek vezetéknevei
- Andrásfalváról: Daradics, Csiszer, Erős, Fábián, Gál, Gecző, György, Illés, Jakab, János, Katona, Kelemen, Kemény, Kis, Koródi, Kovács, Lakatos, László, Lipina, Lukács, Müller, Palkó, Pásztor, Petres, Péter, Hompot, Husori, Sebestyén, Schidt, Szakács, Szatmári, Ranc és Varga.
- Istensegítsről: Ambrus, Barabás, Bartis, Béres, Bot, Borbandi, Bőte, Dudli, Faluközi, Finnya, Fülöp, Győrfi, János, Kató, Lovász, Magyaros, Makrai, Miklós, Nagy, Nyisztor, Pék, Sánta, Szabo, Szász, Szőte, Tamás, Urkon és Váncsa.
- Fogadjistenről: Ambrus, Barabás, Gáspár, Kuruc, Pap, Váci, Szabó és Székely.
- Hadikfalváról: Beréti, Bréti, Biro, Csiki, Dani, Erdős, Fazekas, Fodor, Forrai, Galambos, Kerekes, Kis, Kozma, Kozsán, Kölő és Skasszián.
- Józseffalváról: Kurkó, Kusár, Palló, Mákszem, Mezei, Székely és Várda.

## Népesség

### A lakosság száma és nemzetiségi összetétele
| 1910 | 4541 | magyarok | 73,31% | németek  | 11,94% | bolgárok    | 9,69% | szlovákok   | 2,53% | szerbek   | 1,26% |  |
| 1921 | 4195 | magyarok | 81,83% | bolgárok | 10,27% | németek     | 7,34% | szerbek     | 0,36% | szlovákok | 0,05% |  |
| 1948 | 4465 | magyarok | 84,46% | bolgárok | 11,22% | szerbek     | 3,18% | németek     | 0,70% | szlovákok | 0,05% |  |
| 1991 | 3213 | magyarok | 80,36% | szerbek  | 9,40%  | jugoszlávok | 3,36% | bolgárok    | 2,53% | németek   | 0,15% |  |
| 2002 | 2501 | magyarok | 86,71% | szerbek  | 5,47%  | bolgárok    | 2,99% | jugoszlávok | 1,04% | németek   | 0,07% |  |

| Év             | 1869 | 1875 | 1880 | 1900 | 1910 | 1915 | 1921 | 1931 | 1936 |
| Lakosság száma | 396  | N.A. | 298  | 3399 | 4541 | 4486 | 4195 | 4099 | 4366 |
| Házak száma    | N.A. | 265  | N.A. | 664  | 853  | N.A. | 847  | 927  | N.A. |
|                |      |      |      |      |      |      |      |      |      |
| Év             | 1939 | 1942 | 1948 | 1953 | 1961 | 1971 | 1981 | 1991 | 2002 |
| Lakosság száma | 4271 | 4464 | 4465 | 4403 | 4306 | 4021 | 3731 | 3213 | 2501 |
| Házak száma    | N.A. | 1020 | 1069 | 1105 | 1143 | 1119 | 1328 | 1086 | N.A. |

### Nemzetiségi megoszlás és írni-olvasni tudás
| Év    | Lakosság száma | Magyarok | Egyéb | Beszélt magyarul | Írástudó | Írástudók százaléka |
| ----- | -------------- | -------- | ----- | ---------------- | -------- | ------------------- |
| 1890. | 2.510          | 1862     | 648   | 2087             | 632      | 25,18%              |
| 1900. | 3349           | 2625     | 724   | 3007             | 1297     | 38,73%              |
|       |                |          |       |                  |          |                     |

1. ↑  Azt nem részletezik, hogy hányan voltak, de a legtöbben bánáti bolgárok és al Dunai svábok voltak
2. ↑  A lakosok száma az 1880-as népszámláláshoz képest megnövekedett, mert a Sekelyiek 1883-ban Gyurgyovából áttelepültek Székelykevére, és új bukovinai családok csatlakoztak hozzájuk.

## Képtár

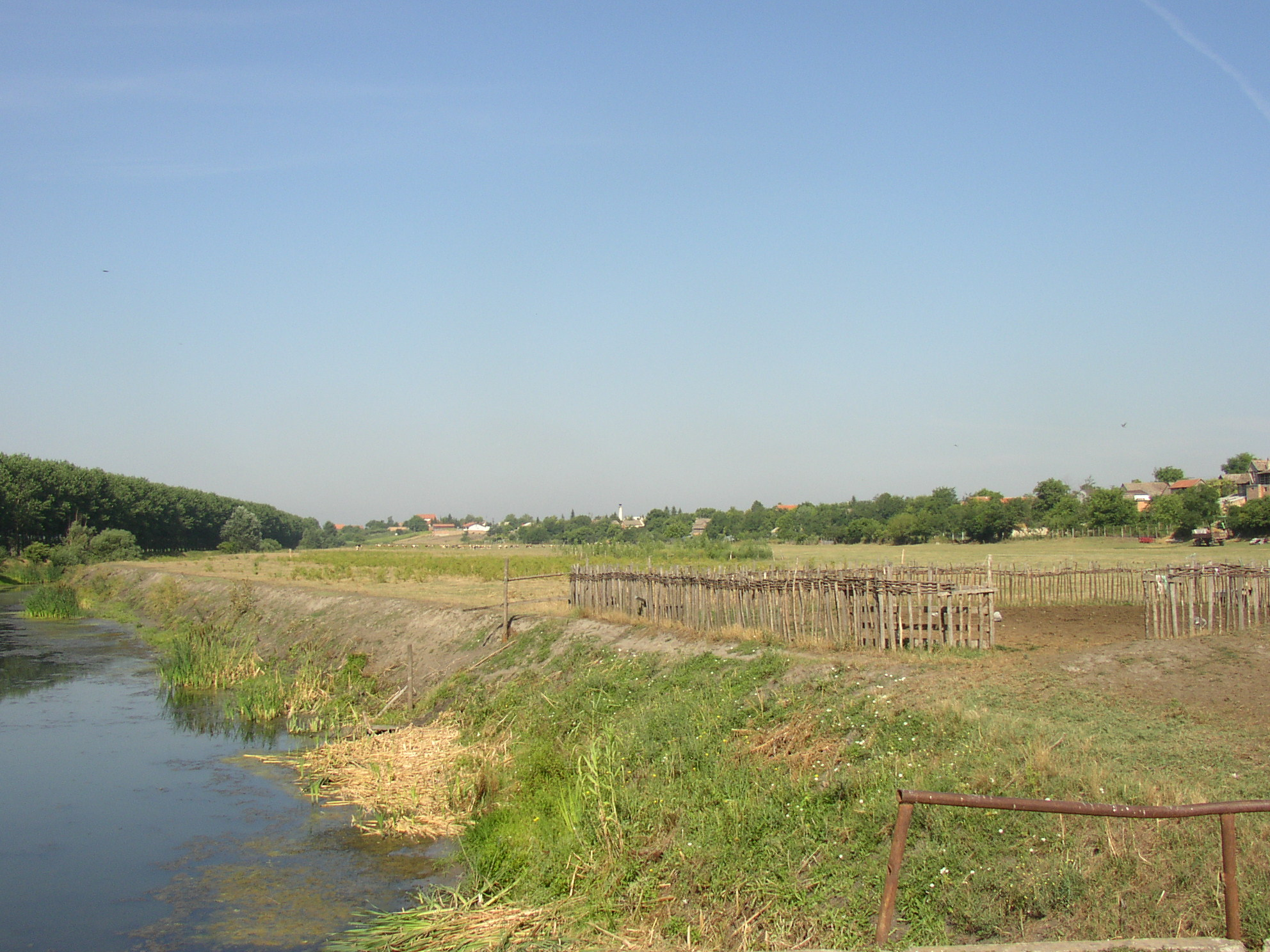
Legelő
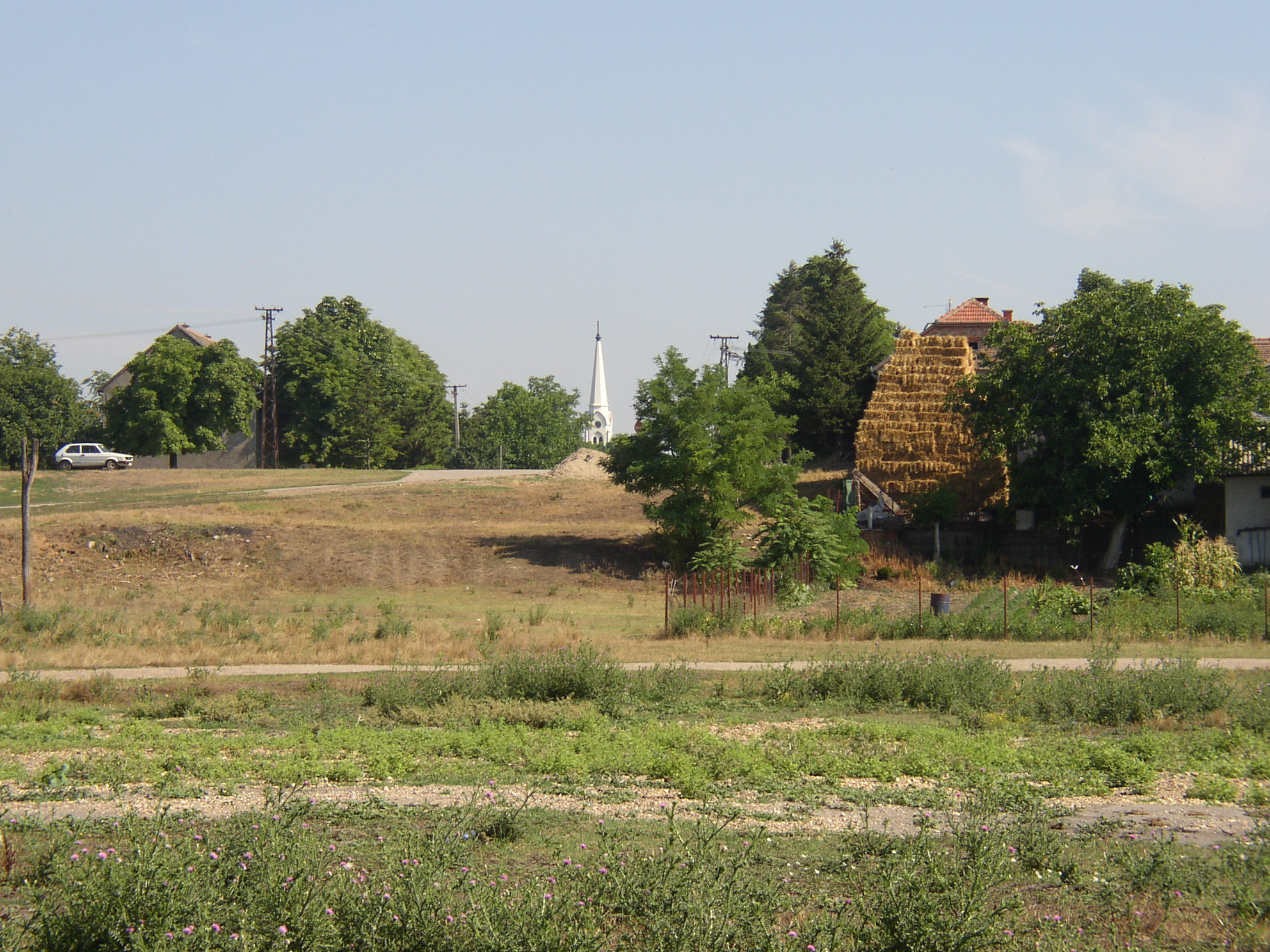
Kilátás a legelőről
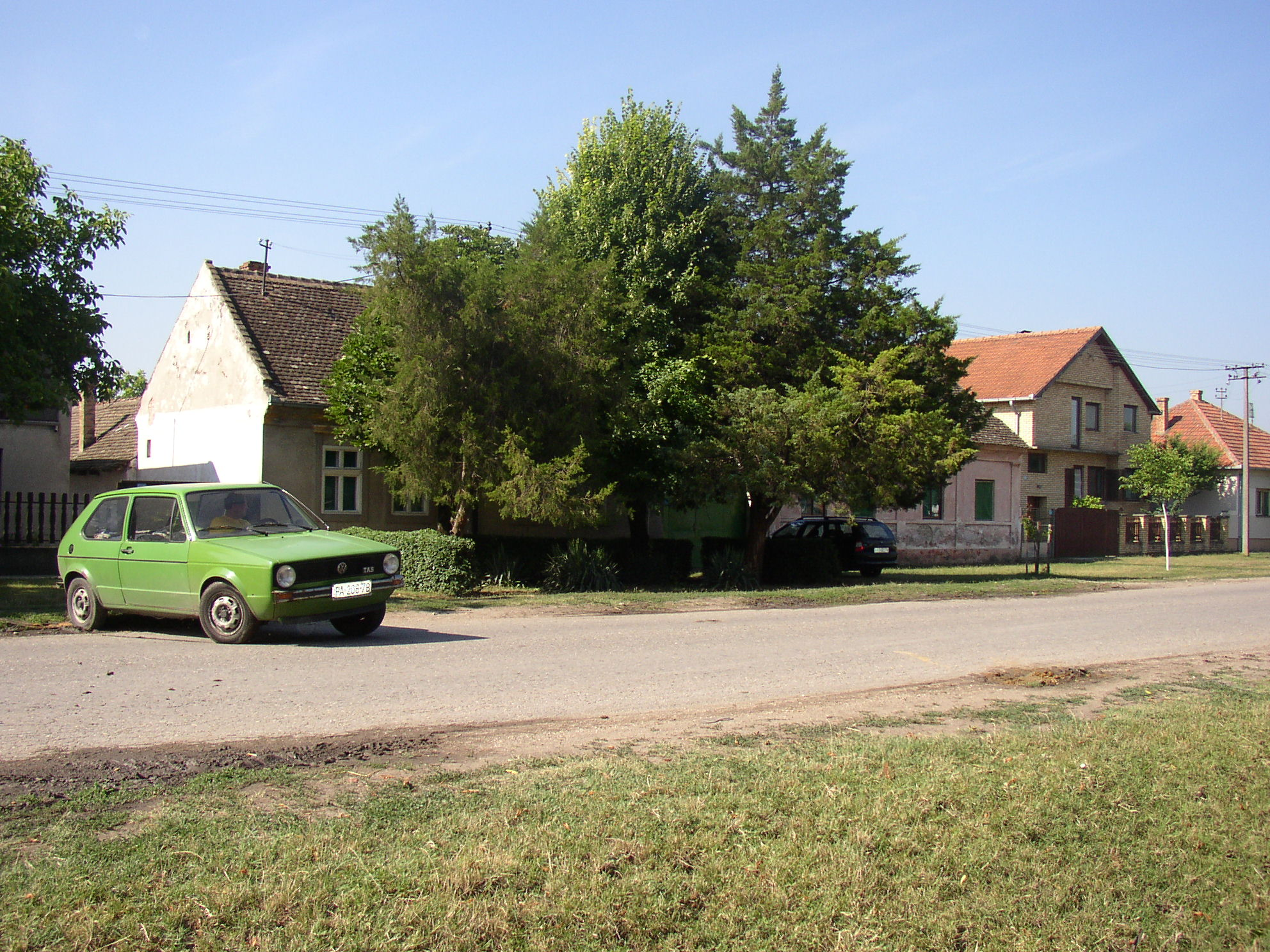
Urbán István háza 1911–ből
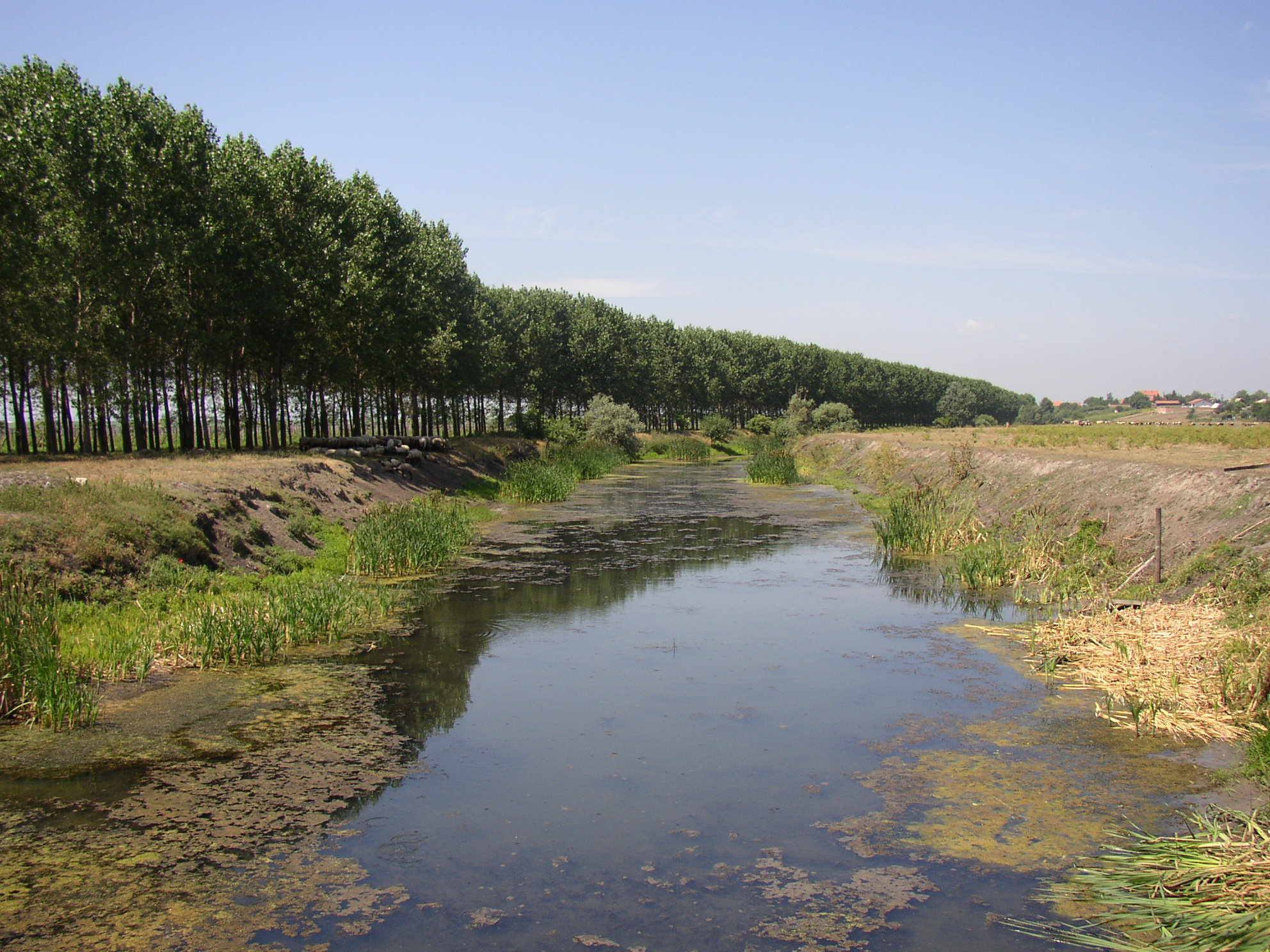
A DTD-csatorna Székelykeve közelében
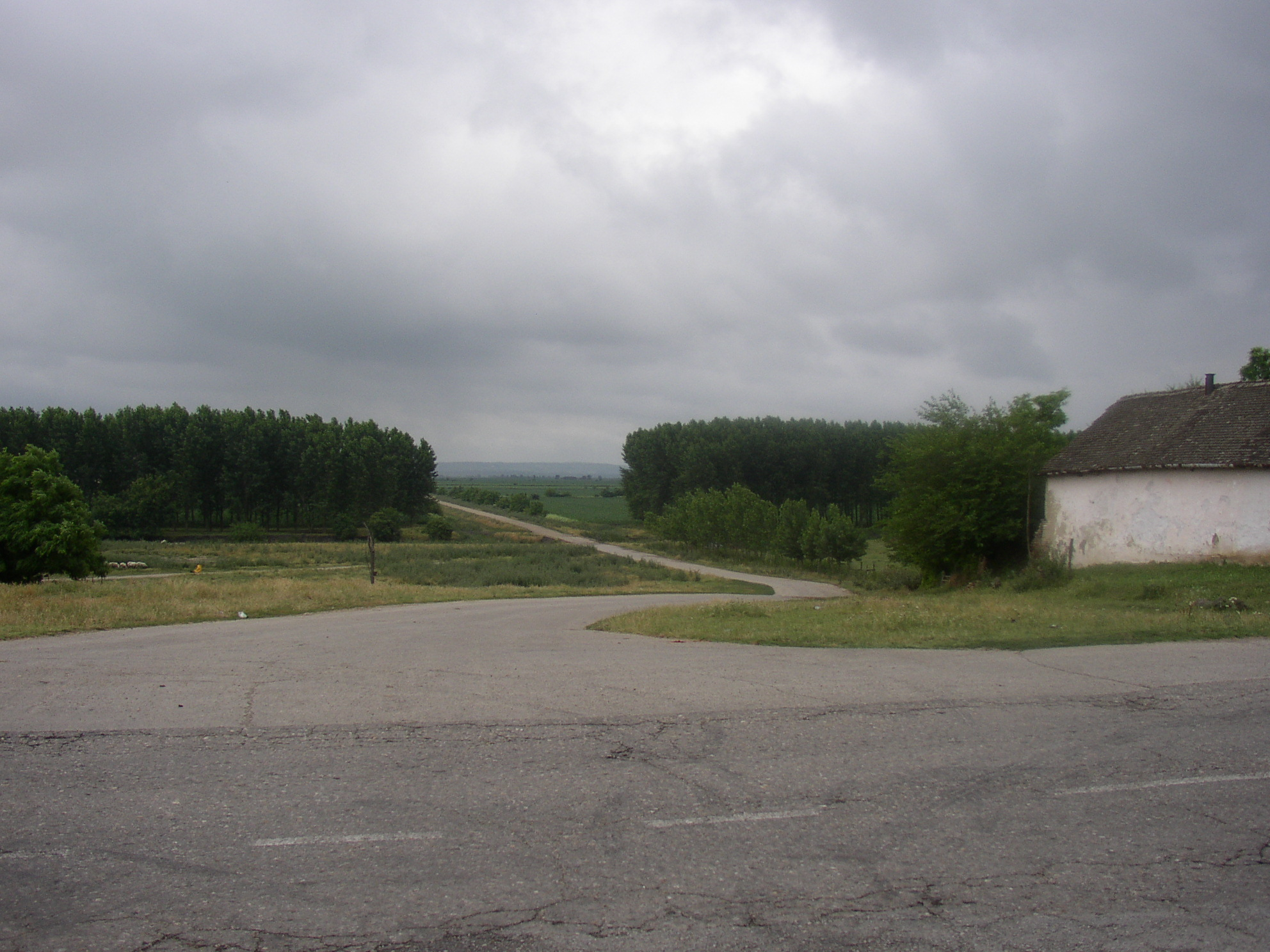
Nyári vihar
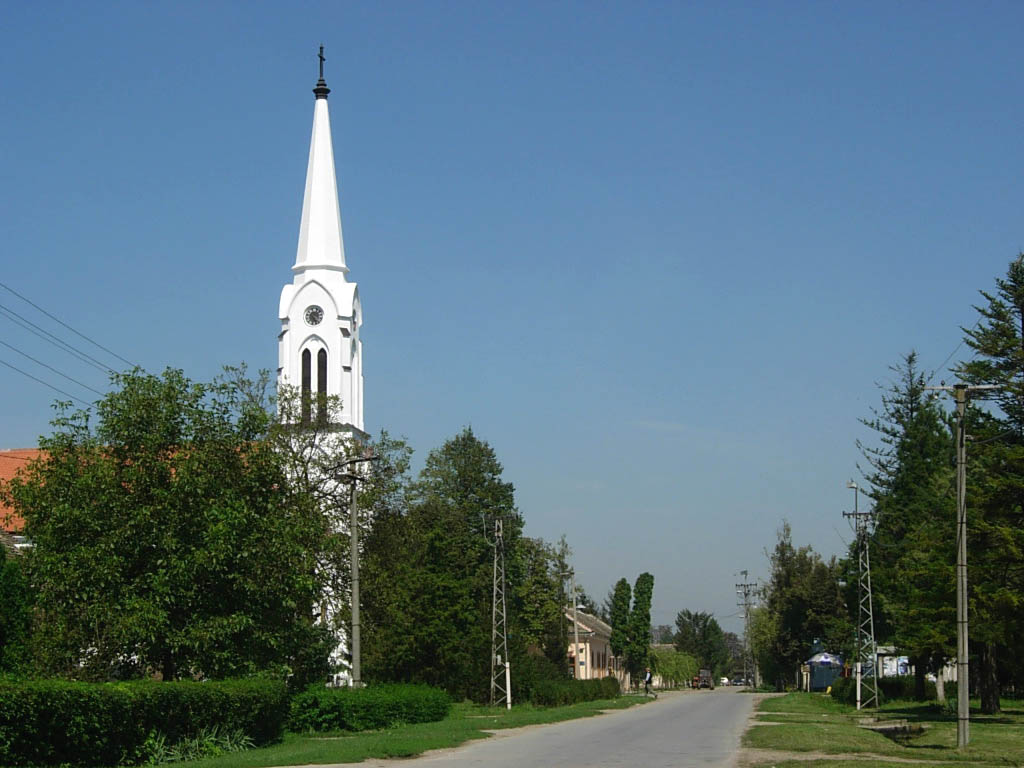
A Szent István király katolikus templom
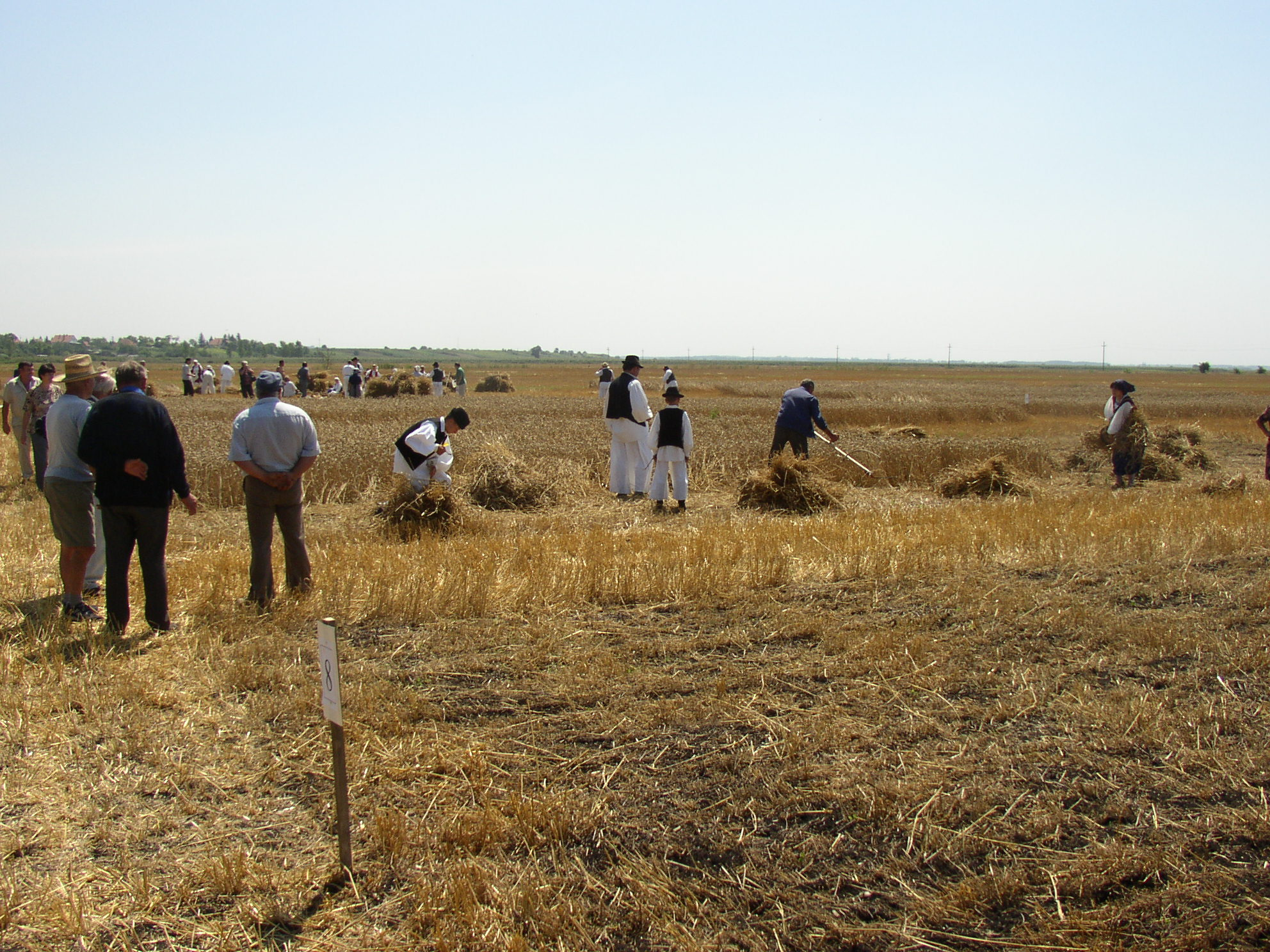
Aratás Székelykevén
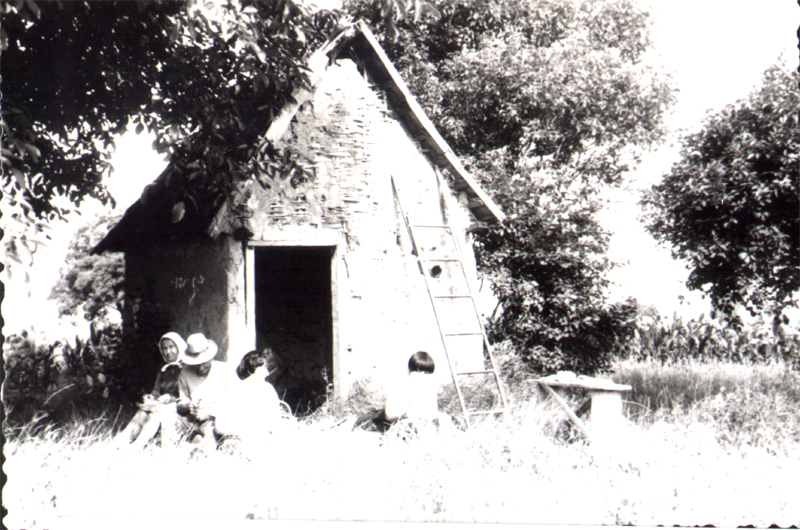
A Gunyho
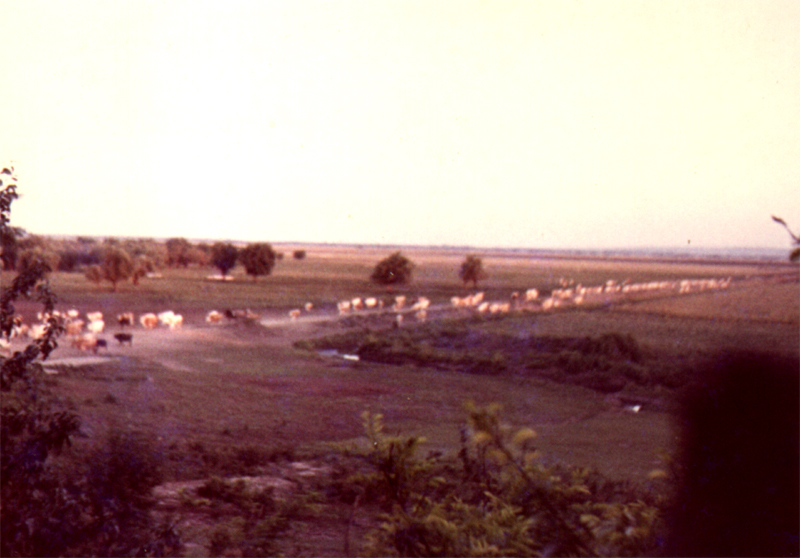
Székelykevei legelő a 60–as években
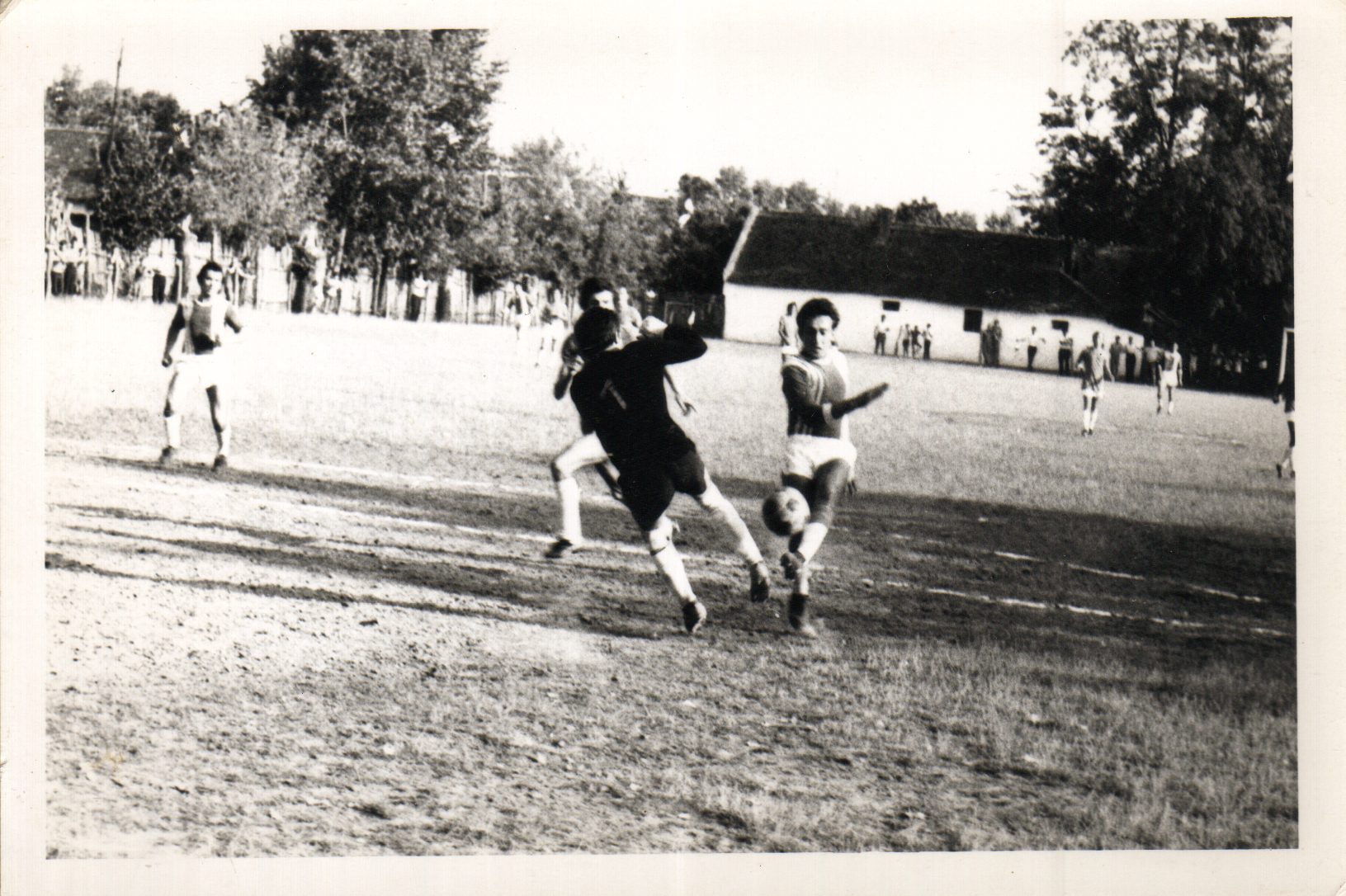
A "Kék Duna" focicsapat régi játszótere
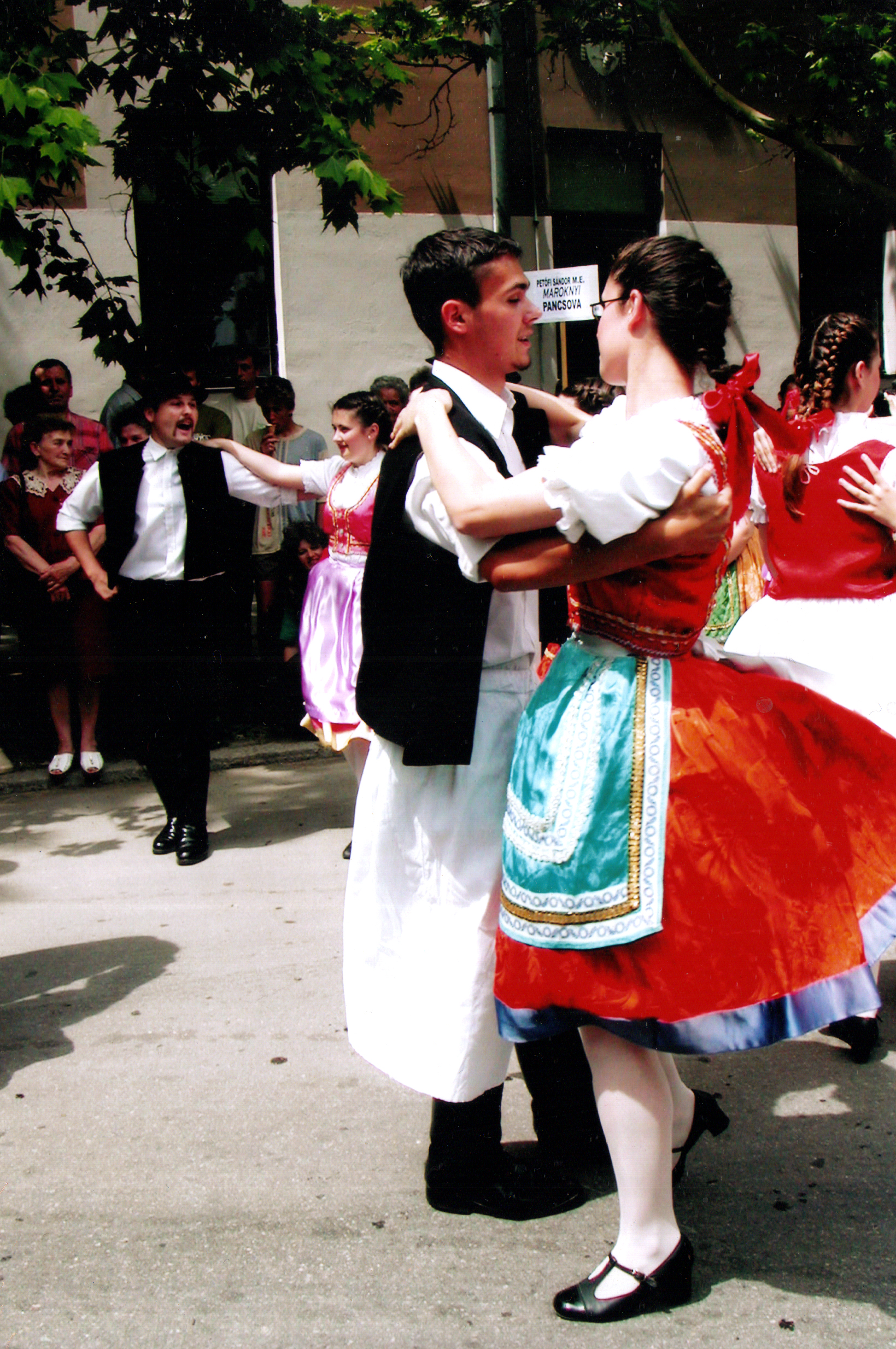
Csárdás
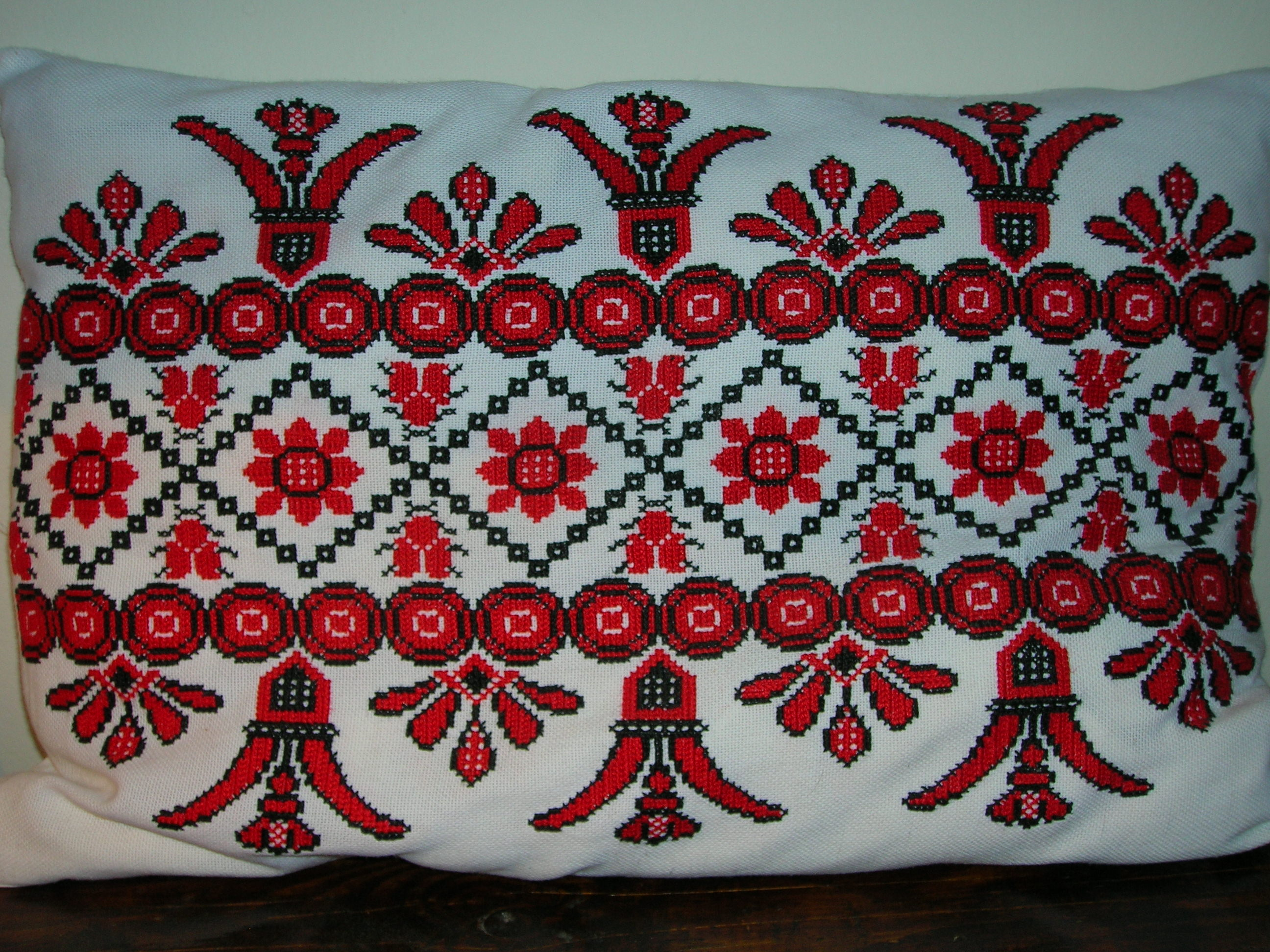
Párna
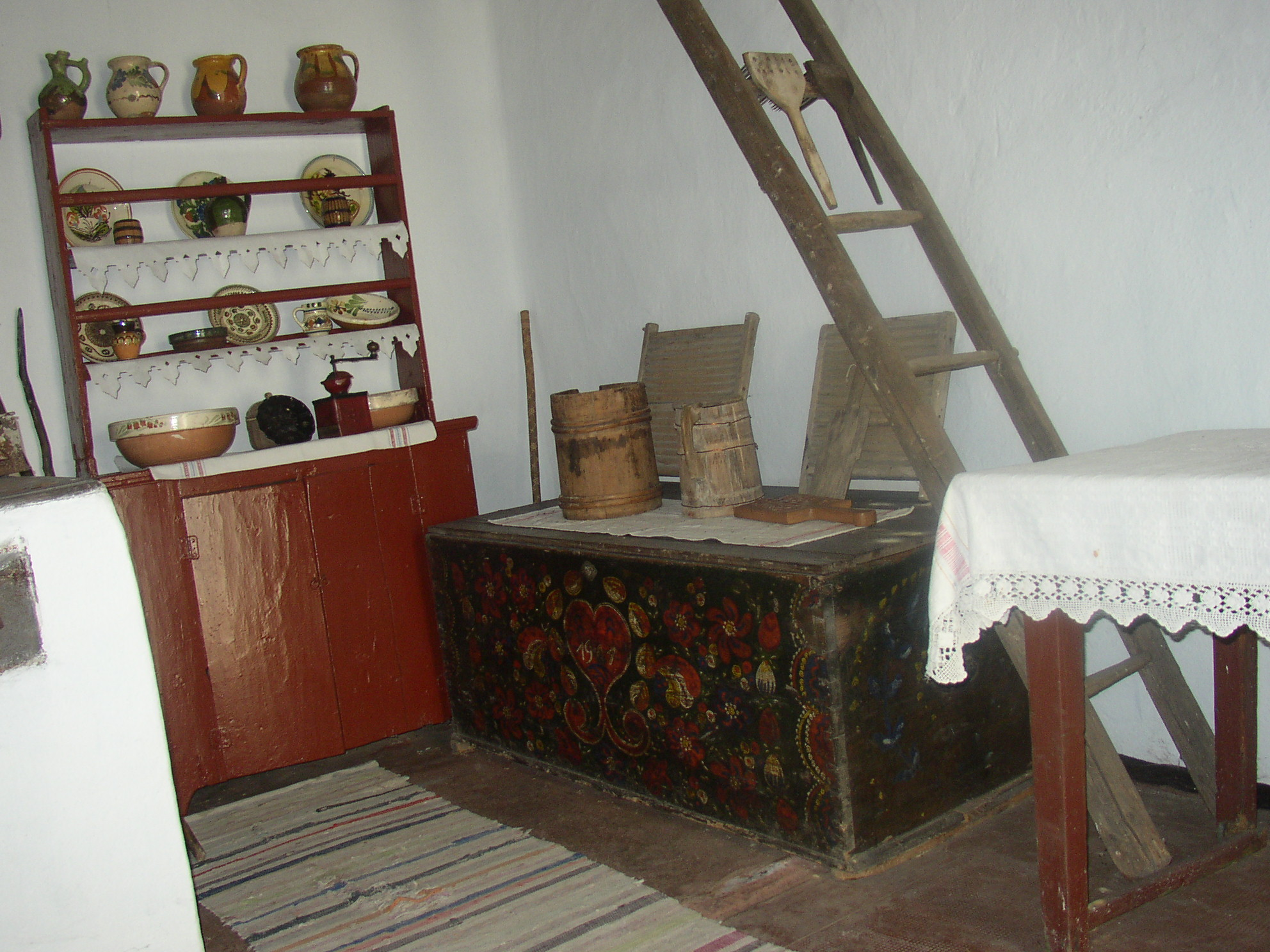
Konyha
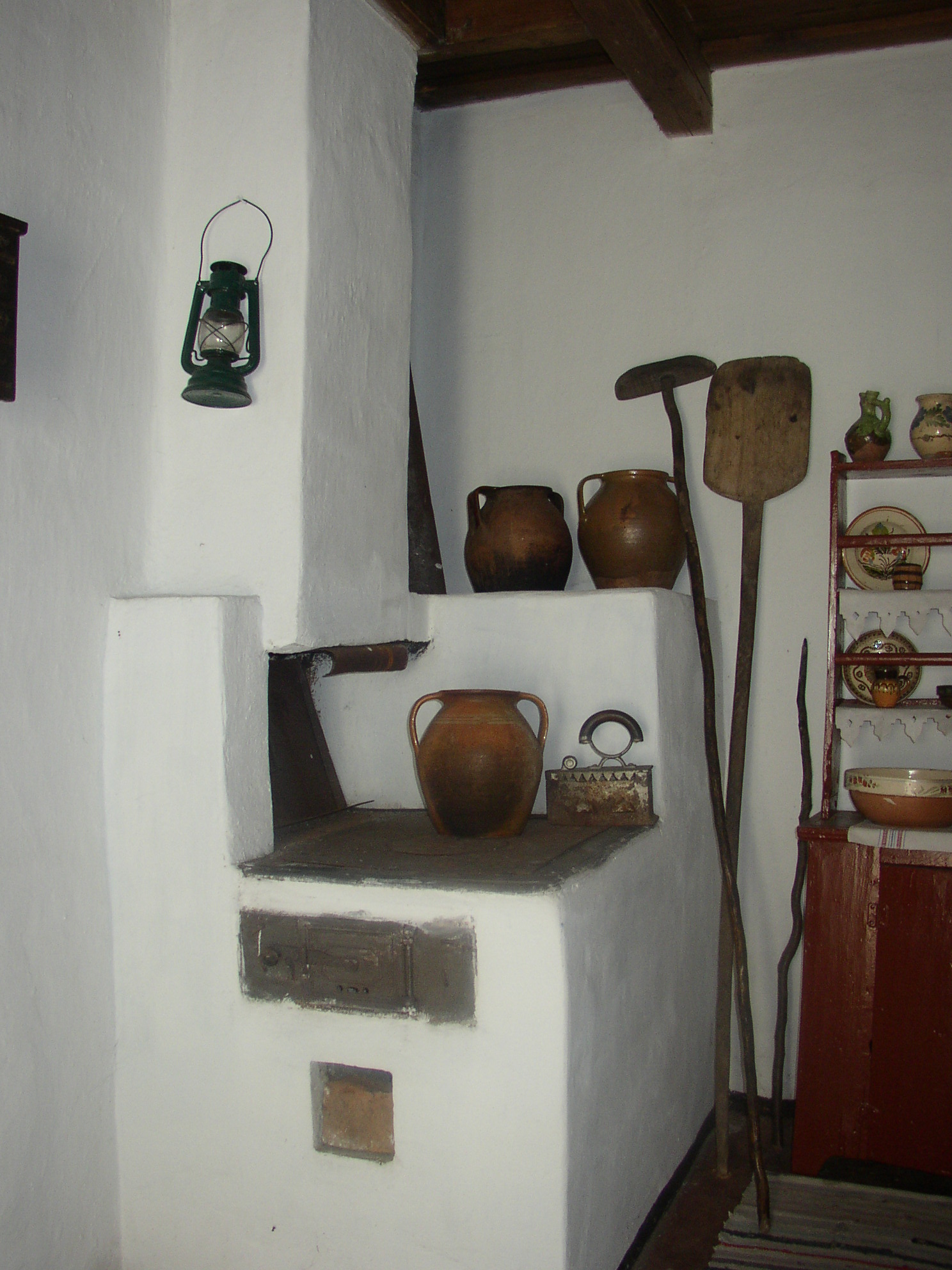
Konyha
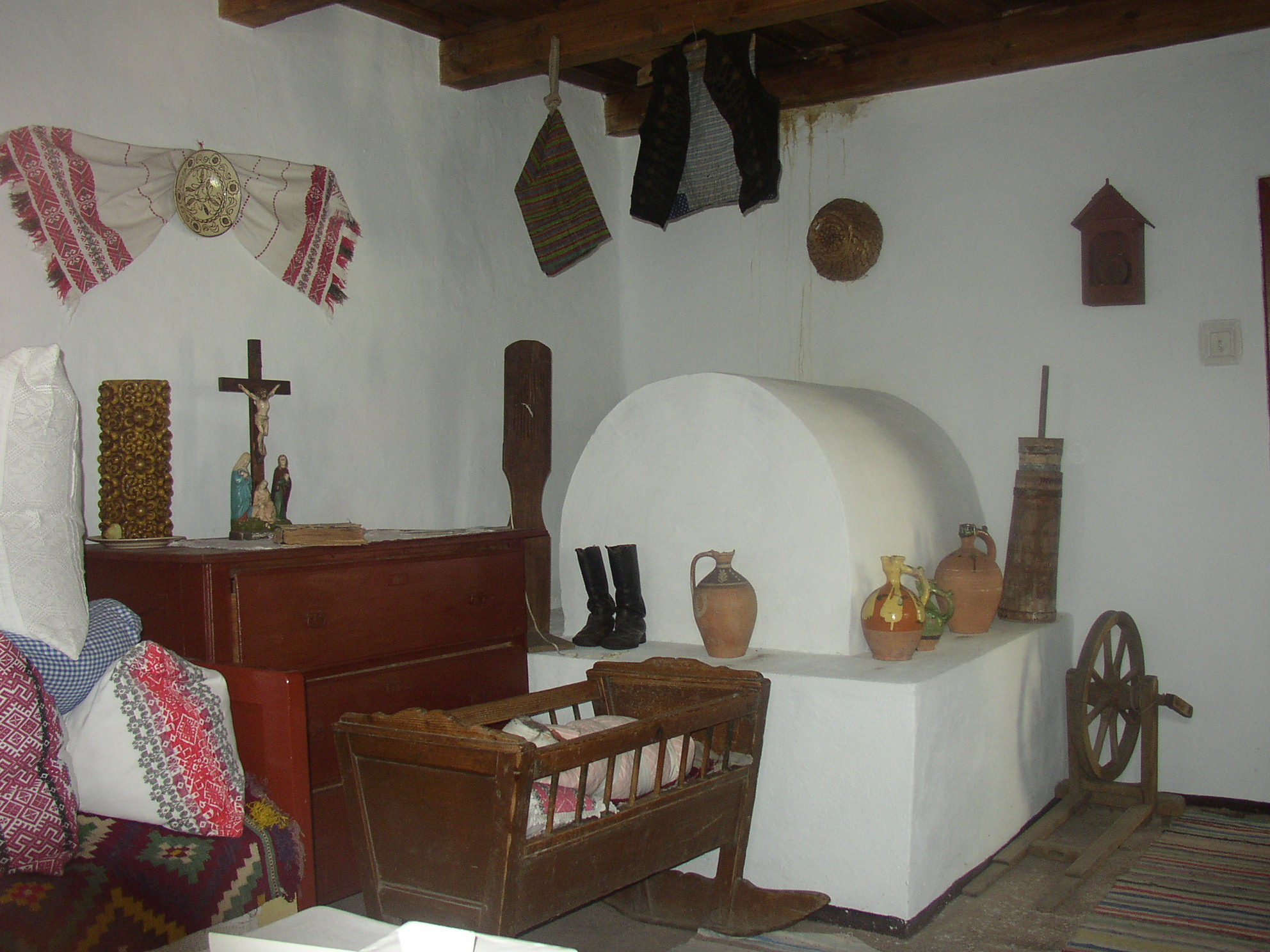
Szoba
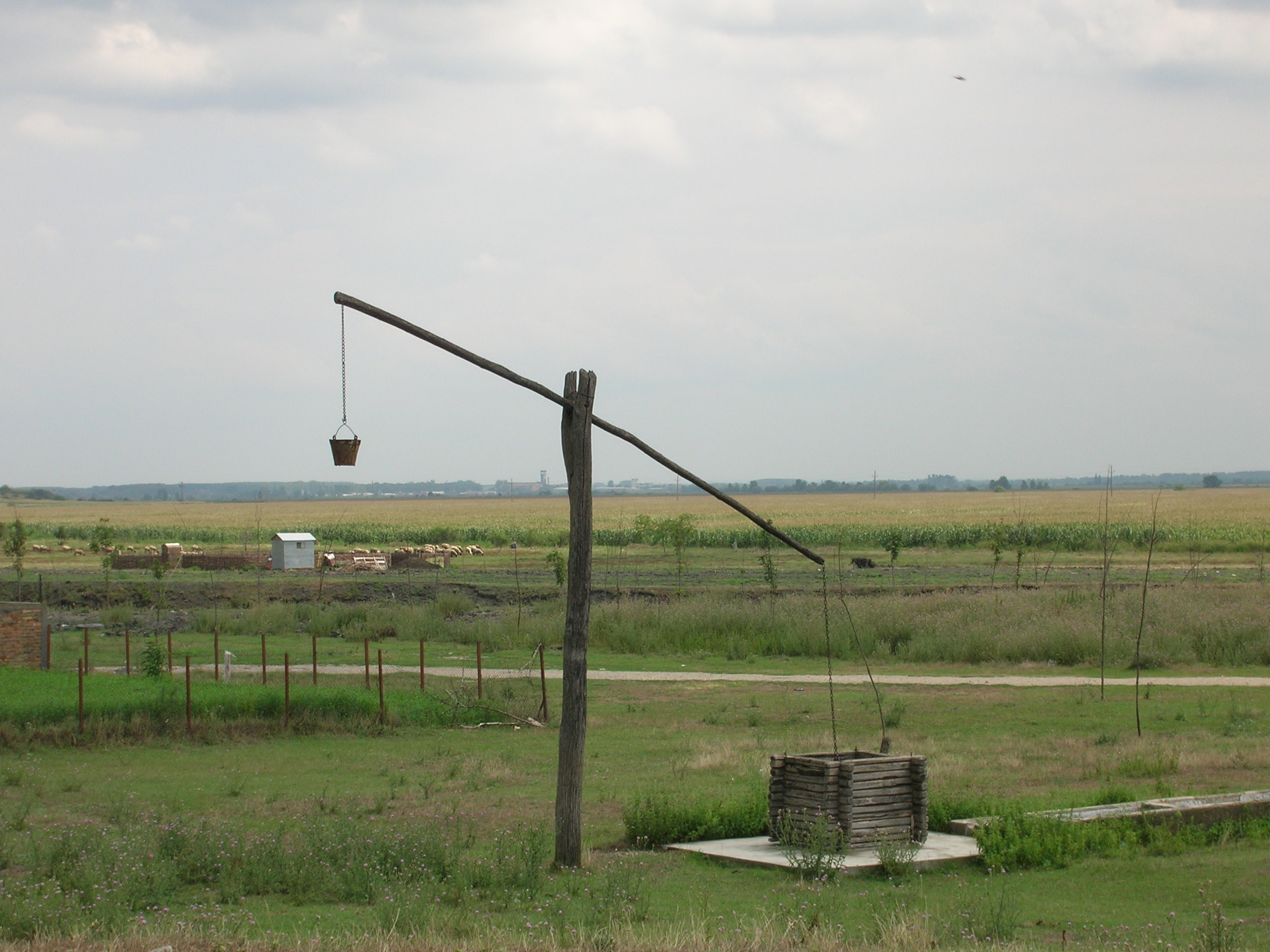
Gémeskút

## Lásd még
- Bukovinai székelyek
- Székelyek
- Bukovina
- Székely székekhez tartozó települések